# Leucophora miltoparia
Leucophora miltoparia este o specie de muște din genul Leucophora, familia Anthomyiidae, descrisă de Griffiths în anul 1996.
Este endemică în Alberta. Conform Catalogue of Life specia Leucophora miltoparia nu are subspecii cunoscute.